# Clypeodytes spangleri
Clypeodytes spangleri är en skalbaggsart som beskrevs av Olof Biström 1988. Clypeodytes spangleri ingår i släktet Clypeodytes och familjen dykare. Inga underarter finns listade i Catalogue of Life.